# Tiomorfolin-karboksilat dehidrogenaza
Tiomorfolin-karboksilat dehidrogenaza (EC 1.5.1.25, ketiminska reduktaza, ketimin-redukujući enzim) je enzim sa sistematskim imenom tiomorfolin-3-karboksilat:NAD(P)+ 5,6-oksidoreduktaza. Ovaj enzim katalizuje sledeću hemijsku reakciju
tiomorfolin 3-karboksilat + + {\displaystyle \rightleftharpoons } 3,4-dehidro-tiomorfolin-3-karboksilat + +
Produkt je ciklični imin 2-oksokiseline koja korespondira S-(2-aminoetil)cisteinu.

## Literatura
- Nicholas C. Price; Lewis Stevens (1999). Fundamentals of Enzymology: The Cell and Molecular Biology of Catalytic Proteins (Third изд.). USA: Oxford University Press. ISBN 019850229X.
- Eric J. Toone (2006). Advances in Enzymology and Related Areas of Molecular Biology, Protein Evolution (Volume 75 изд.). Wiley-Interscience. ISBN 0471205036.
- Branden C; Tooze J. Introduction to Protein Structure. New York, NY: Garland Publishing. ISBN 0-8153-2305-0.
- Irwin H. Segel. Enzyme Kinetics: Behavior and Analysis of Rapid Equilibrium and Steady-State Enzyme Systems (Book 44 изд.). Wiley Classics Library. ISBN 0471303097.
- William P. Jencks (1987). Catalysis in Chemistry and Enzymology. Dover Publications. ISBN 0486654605.

## Spoljašnje veze
- Thiomorpholine-carboxylate+dehydrogenase на 